# Ryszard Krasnodębski
Ryszard Krasnodębski (ur. 1925 w Talubie, zm. 11 listopada 2022) – polski matematyk i ekonomista, nauczyciel akademicki Politechniki Wrocławskiej i Wyższej Szkoły Ekonomicznej we Wrocławiu.

## Życiorys
Od 1932 do 1945 przebywał na Nowogródczyźnie i w Wilnie; w czasie II wojny światowej w szeregach Armii Krajowej (od 1943), od sierpnia do października 1944 pod pseudonimem „Ryś” w partyzanckiej kompanii „Piona”, po wojnie w Ludowym Wojsku Polskim (1945–1947). W tym czasie przez pewien czas posługiwał się nazwiskiem Ryszard Danielski. Po wojnie wrócił do swojego rodowego nazwiska w sierpniu 1947 r.
Od 1946 we Wrocławiu, gdzie studiował na Uniwersytecie matematykę. Ukończył Wyższą Szkołę Ekonomiczną; należał do założycieli Koła Ekonomicznego Studentów, którego był też prezesem. Pracę doktorską z matematyki obronił w 1960. Promotorem rozprawy był Władysław Ślebodziński. Potem był pracownikiem naukowym i nauczycielem akademickim na Politechnice Wrocławskiej. Uczestnik protestów w Marcu 1968 (17 marca 1968 podjął głodówkę solidarnościową ze studentami, za co zwolniony został z pracy na Politechnice). Po utracie pracy na Politechnice zatrudniony w Instytucie Meteorologii i Gospodarki Wodnej, gdzie kierował Pracownią Modeli Matematycznych (zajmował się problematyką ochrony wód przed zanieczyszczeniami). Dzięki staraniom Komisji Zakładowej NSZZ „Solidarność” w 1981 powrócił na Politechnikę, gdzie pozostał do przejścia na emeryturę w 1985.
Został pochowany na Cmentarzu Świętej Rodziny we Wrocławiu.

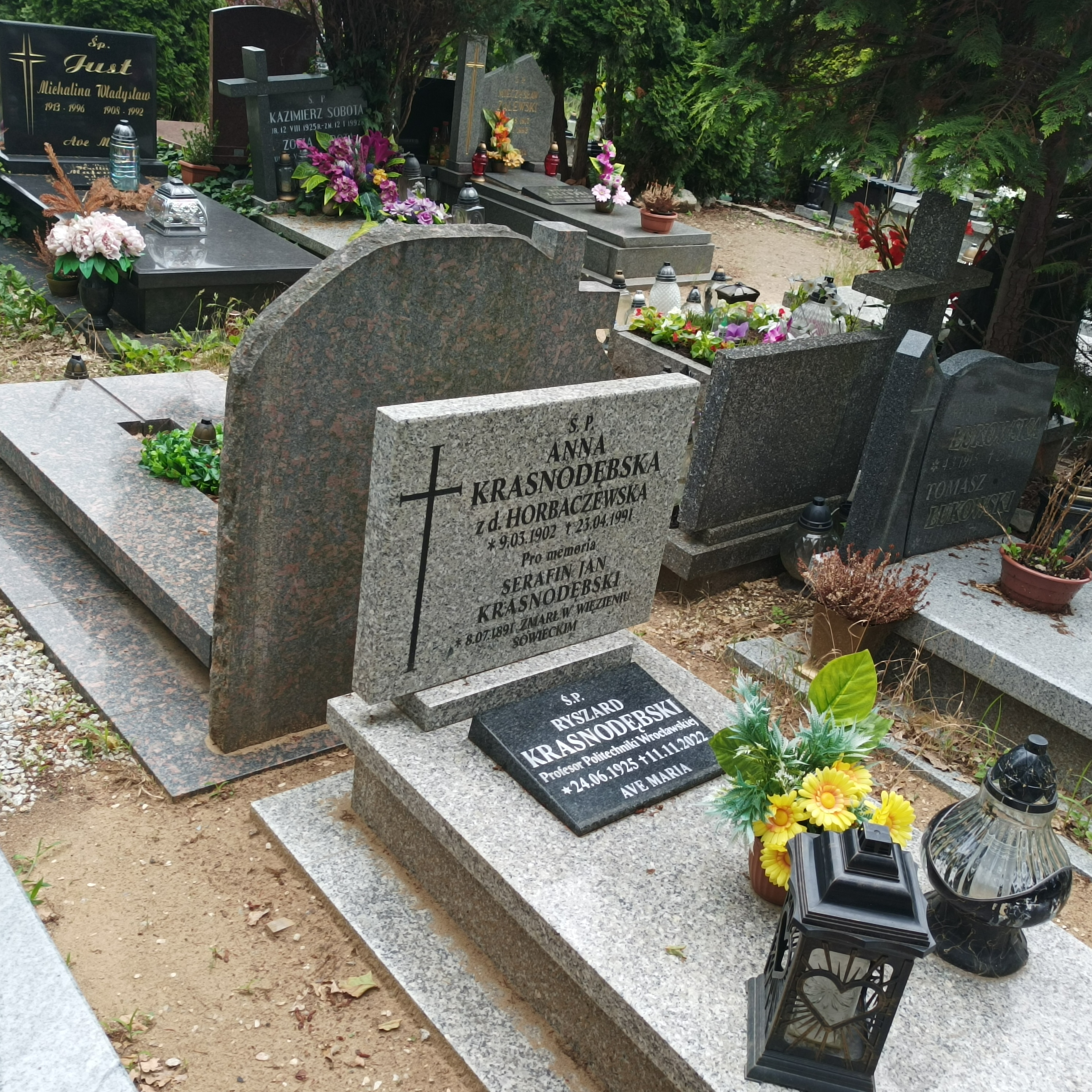
Grób prof. Ryszarda Krasnodębskiego na Cmentarzu Świętej Rodziny

## Publikacje
Autor i tłumacz ponad 30 prac zarówno z dziedziny matematyki (w tym także matematyki stosowanej), jak i społecznej, m.in.:
- Wstęp do geometrii dawnej i nowej, 1967, (tłumaczenie z: H.S.M. Coxeter, Introduction to Geometry, 1961)
- Rozważania o demokracji. Uwarunkowania, istota, implikacje, Wydawnictwo Entelechia, Wrocław 1994
- Abraham i Melchizedek, Wydawnictwo Benedyktynów Tyniec, Kraków 2003, ISBN 83-7354-045-8
- O naprawę parlamentaryzmu Rzeczypospolitej, Wydawnictwo Dolnośląskie, Wrocław 2004, ISBN 83-7384-118-0
- On Władysław Strzemiński's 13. Unistic Composition. Philosophical, Physical and Mathematical Aspects, Symmetry: Culture and Science, vol. 9. Nos. 2–4. 347–371. 1998

## Odznaczenia
- Złota Odznaka Honorowa Wrocławia – 2018[8]